# Brass Benders
Brass Benders är ett brassband från Lund. Bandet grundades 2014 och genomgick perioder av varierande aktivitet innan det återuppstod 2021. Brass Benders repertoar baseras på egenskrivna låtar och covers, men uteslutande framfört i en brassättning ihopsatt av slagverk, tuba, saxofon, trombon, och trumpet.

## Diskografi[2]
- High Octane Brass (2024)
- Tattoo (2024)
- Bending Space And Time (2025)

## Medlemmar
- Martin Mossberg - Trumpet, Flygelhorn
- Sammi Elgameil - Altsaxofon, Sopransaxofon
- David Sundström - Tenorsaxofon
- Jacob Hansson - Barytonsaxofon
- Hannes Rustas - Trombon
- Max Rosenbäck - Trombon, Eufonium
- Martin Rogmark - Tuba, Sousafon
- Karl Höjbert - Slagverk